# Rudolf Arnold
Rudolf Arnold (ur. w XIX wieku, zm. w XX wieku) – austriacki zapaśnik walczący w stylu klasycznym, także przeciągacz liny.
Na pierwszych mistrzostwach świata w zapasach w 1904 roku, zdobył złoty medal w wadze powyżej 75 kilogramów. Rok później zajął szóste miejsce w kategorii powyżej 80 kilogramów. W 1906 roku zdobył brązowy medal na mistrzostwach Europy Środkowej w wadze + 85 kilogramów.
Wystąpił w olimpiadzie letniej w 1906 r. w Atenach, gdzie startował w wadze ciężkiej. Nie zdobył jednak medalu na tych zawodach (zajął ostatnie siódme miejsce ex aequo z dwoma zawodnikami). W przeciąganiu liny zajął wraz z kolegami ostatnie czwarte miejsce. Austriacy ponieśli dwie porażki z Niemcami i Szwecją.

## ZapasyOlimpiada Letnia 1906
| Konkurencja          | Rundy eliminacyjne             | Klas. końcowa |
| Konkurencja          | Przeciwnik I                   | Miejsce       |
| -------------------- | ------------------------------ | ------------- |
| 85 kg styl klasyczny | Stefanos Christopoulos (GRE) P | 7.            |